# Sonora Borinquen
Sonora Borinquen, és un grup de música tropical uruguaià. Va ser fundat el 28 febrer del 1964.
L'orquestra va ser creada a Montevideo el 28 de febrer 1964, amb influències de música caribenya, so tropical, tocant música per bailar. El conjunt està compost per deu integrants: tres cantants, tres trompetes, baix elèctric, teclat, timbals i congues, que sonen en viu. Tenen editats més de 50 àlbums, alguns compartits amb altres bandes i gravats dins de diferents formats suports com LP, cassets, CDs i vídeos. Nueve de sus álbumes fueron premiados con el Disco de Oro.
El 30 d'octubre de 2012, el líder de la banda, músic, compositor i cantant Juan Carlos Goberna va ser distingit com a ciutadà il·lustre de Montevideo.
El 2013, van celebrar els seus cinquanta anys en la música amb un concert gratuït en Teatro de Verano Ramón Collazo.
Sonora Borinquen ha realitzat gires per l'Uruguai, el Brasil, l'Argentina, el Canadà i els Estats Units.

## Discografia
Alguns dels seus àlbums són: 
- 1964, Así es Borinquen.
- Sonora Borinquen.
- 1973, Tiembla el firmamento.
- Tuya.
- 1974, Diez años.
- 1979, Aniversario.
- 1979, El duelo.
- 1968, Con toda el alma.
- 1981, Mírame.
- 1984, Camionero.
- 1989, Bodas de plata.
- 1989, La noche.
- 1987, Identidad
- 1991, Chévere.
- El desafio.
- Ellos se juntan.
- Dios los cría
- Amor sagrado
- Cometa Blanca
- Ellos se juntan
- Sin tabú
- Bodas de plata.
- 2002, Borinquen en Nueva York.
- 2011, Los campeones de la salsa.